# Codierte Information
Codierte Information (Abkürzung: CI, englisch coded information) und das Pendant nicht codierte Information (Abkürzung: NCI, englisch non-coded information) bezeichnen Erscheinungsformen von elektronischen Dokumenten in Dokumentenmanagement-Systemen.
Codierte Informationen liegen digital und für ein Unternehmen in geeigneter Weise codiert vor, sodass sie maschinell geeignet weiterverarbeitet werden können. Ein einfaches Beispiel dafür sind Textdateien.
Nicht codierte Information gelangen häufig von außen in Unternehmen (beispielsweise in Form von Lieferscheinen oder Kreditoren) und liegen entweder in Papierform vor oder werden durch Scannen digitalisiert. Dabei wird ein elektronisches Dokument erzeugt, mit dem die bildliche Wiedergabe des ursprünglichen Papierdokumentes möglich ist. Zur Umwandlung in codierte Informationen sind weitere Verarbeitungsschritte wie z. B. Texterkennung mit Hilfe von OCR-Software oder Vektorisierung zur Digitalisierung von Grafiken notwendig. Bei der Archivierung von NCI-Dokumenten müssen Metadaten angelegt werden, da ihr Inhalt nicht direkt indexiert werden kann.